# Olasz (település)
Olasz község (horvátul: Olas, németül: Ahlaß) Baranya vármegyében, a Bólyi járásban. A több mint nyolcszáz éves településen, amely átvészelte a török megszállás időszakát is, ma mintegy hatszáz fő él.

## Fekvése
Pécstől mintegy 20 kilométerre délkeletre, Mohácstól 23 kilométerre nyugatra fekszik. A szomszédos települések: északkelet felől Máriakéménd, délkelet felől Szederkény, dél felől Belvárdgyula, délnyugat felől Birján, északnyugat felől pedig Hásságy.

### Megközelítése
A település déli határszéle mentén húzódik a Mohácstól Pécsig vezető 57-es főút, így az ország távolabbi részei felől ez a legfontosabb közúti megközelítési útvonala; központján azonban csak az 5611-es út halad át, amely a Pécs délkeleti agglomerációjában fekvő településeket köti össze egymással, illetve a megyeszékhellyel.
Vasútvonal nem érinti.

## Története
Olasz nevét az oklevelek 1181-ben említették először Uloz néven, 1295-ben Olozy 1316-ban Olaz néven írták. Az itt letelepedett vallonok alapították a 12. században. 1295-ben a Győr nemzetségbeli Óvári Konrád birtoka volt. Később Héder nemzetségbeli Henrik fia János foglalta el. 1316-ban Károly Róbert király visszaadta Konrád unokáinak, az övék volt még 1330-ban is. Itt  Olaszi, Hásságy  és Héder melletti Szentága forrásnál állt egykor a pécsi pálosok Szent László kolostora is 1295 körül. A török hódoltság alatt sem néptelenedett el a magyarok lakta falu, kolostora azonban elpusztult.
Az 1700-as években katolikus délszlávok és németek telepedtek le itt, s később magyarok is. Olaszi a Batthyány család birtoka volt. 1950-ben a településhez csatolták a vele szomszédos Hidor falut is. Olasz a 20. század elején Baranya vármegye Pécsváradi járásához tartozott.

## Közélete

### Polgármesterei
- 1990–1994: Marczi János (független)[3]
- 1994–1998: Schäffer József (független)[4]
- 1998–2002: Marczi János (független)[5]
- 2002–2006: Marczi János (független)[6]
- 2006–2010: Marczi János (független)[7]
- 2010–2014: Tóth Gabriella (független)[8]
- 2014–2019: Tóth Gabriella (független)[9]
- 2019–2024: Tóth Gabriella (független)[10]
- 2024– : Borsodi Balázs (független)[1]

## Oktatás
A helyi általános iskolába a 2019/2020-as tanévben 117 diák járt.

## Népesség
Az 1910-es népszámláláskor 631 lakosa volt, melyből 126 magyar, 388 német, 213 sokác, ebből 626 volt római katolikus. Az 1990-es népszámláláskor 633, 2001-ben 615, 2008. január 1-jén pedig 635 lakosa volt. 2001-ben a lakosság 17%-a volt német.
A 2011-es népszámlálás során a lakosok 87,4%-a magyarnak, 1,4% cigánynak, 8,8% horvátnak, 29% németnek, 0,5% szerbnek mondta magát (12,4% nem nyilatkozott; a kettős identitások miatt a végösszeg nagyobb lehet 100%-nál). A vallási megoszlás a következő volt: római katolikus 62,3%, református 3,5%, evangélikus 0,5%, görögkatolikus 0,3%, felekezeten kívüli 11,5% (21,5% nem nyilatkozott).
2022-ben a lakosság 90,4%-a vallotta magát magyarnak, 20,8% németnek, 5% horvátnak, 0,7% cigánynak, 0,3% szerbnek, 1,5% egyéb, nem hazai nemzetiségűnek (8,9% nem nyilatkozott; a kettős identitások miatt a végösszeg nagyobb lehet 100%-nál). Vallásuk szerint 45,5% volt római katolikus, 5,8% református, 0,3% evangélikus, 0,3% görög katolikus, 0,2% ortodox, 0,9% egyéb katolikus, 13,2% felekezeten kívüli (33,7% nem válaszolt).
| Lakosok száma | 633  | 635  | 609  | 596  | 593  | 627  | 613  | 582  | 576  | 571  |
|               | 1990 | 2008 | 2013 | 2014 | 2015 | 2019 | 2021 | 2022 | 2023 | 2024 |

## Hidor (Héder, Hedreh)

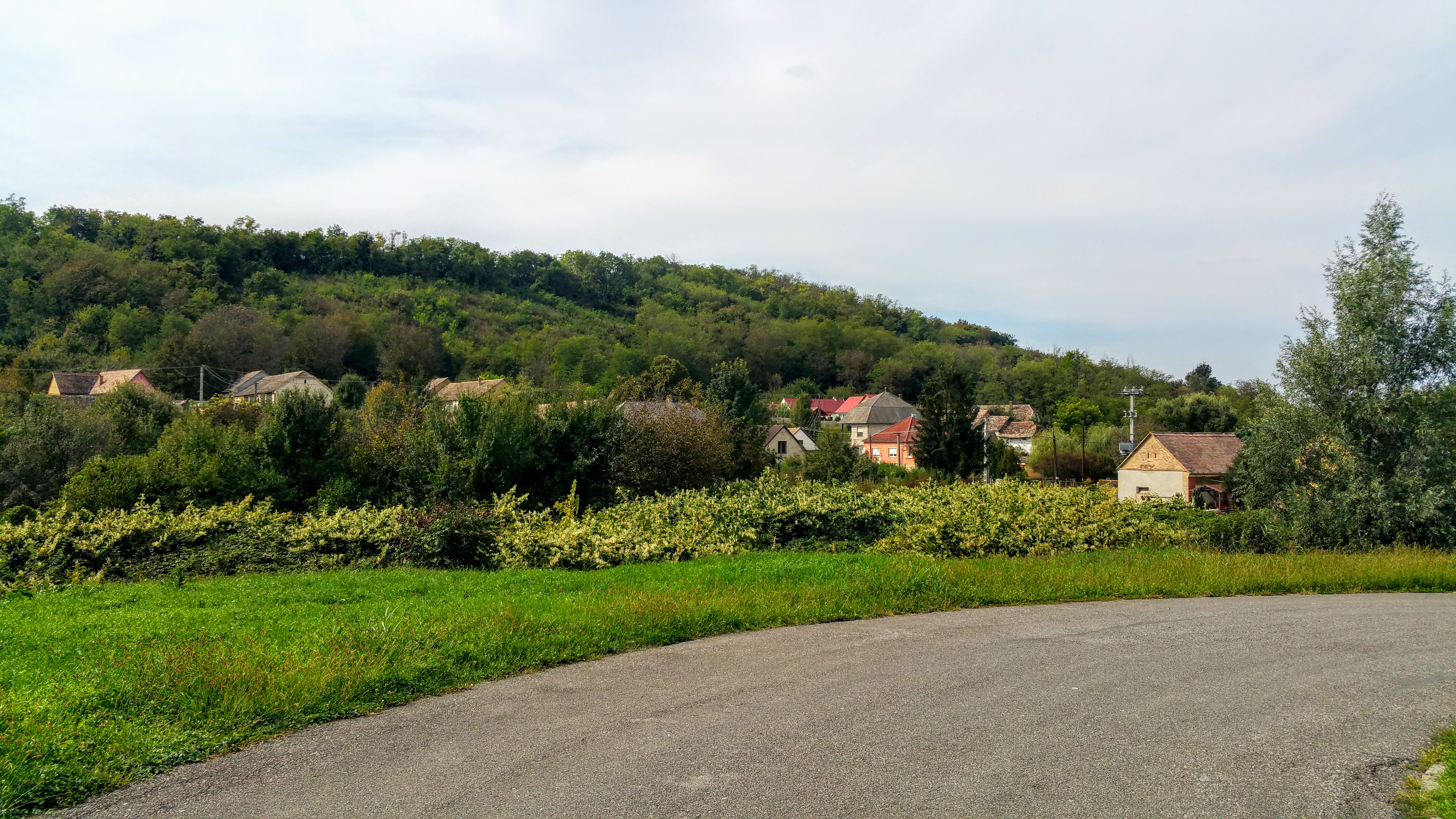
Hidor

Hidor (németül: Deutschdorf) 1950 előtt önálló község volt. Nevét az oklevelek 1295-ben említették először Hedrich, Heydreh- néven. 1295-ben Győr nemzetségbeli Óvári Konrád birtoka, s mellette említették Szentága földet, melyet ő alapított. Később Héder nemzetséghez tartozó Henrik fia János elfoglalta, de Károly Róbert király visszaadta Konrád fia Jakab árváinak, akik 1330-ig birtokolták és ekkor osztoztak meg rajta.

## Nevezetességei
- Római katolikus templom